# الانتخابات البلدية التونسية 1995
الانتخابات البلدية التونسية 1995 نظمت في 21 مايو 1995 في تونس، وذلك لانتخاب الأعضاء البلديين 090 4 في المجالس البلدية. كسابقاتها، تعتبر هذه الانتخابات مزيفة.

فاز التجمع الدستوري الديمقراطي الحاكم ب99.8% من المقاعد أي 4084، وتوزعت بقية المقاعد ال6 على أحزاب المعارضة.

## النتائج
|                          | العدد | % من المسجلين | % من الناخبين |
| ------------------------ | ----- | ------------- | ------------- |
| المسجلين                 |       |               |               |
| الناخبين                 |       |               |               |
| الأصوات الصحيحة للقائمات |       |               |               |
| الأوراق البيضاء والملغاة |       |               |               |
| الامتناع عن التصويت      |       |               |               |

| الأحزاب                  | الأحزاب                    | الأصوات | % من الأصوات الصحيحة | المقاعد |
| ------------------------ | -------------------------- | ------- | -------------------- | ------- |
|                          | التجمع الدستوري الديمقراطي |         |                      | 084 4   |
|                          | أحزاب المعارضة             |         |                      | 6       |
| الأصوات الصحيحة          | الأصوات الصحيحة            |         |                      | 090 4   |
| الأوراق البيضاء والملغاة |                            |         |                      |         |
| مجموع الأصوات            |                            |         |                      |         |
| المصدر:                  |                            |         |                      |         |

## مقالات ذات صلة
- مجلس بلدي (تونس)